# 袁守侗
袁守侗（1723年—1783年），字執沖，山東濟南府長山縣人，清朝政治人物。

## 生平
乾隆九年（1744年）甲子科舉人。授內閣中書，充軍機處章京。歷任翰林院侍讀、吏部郎中，考選江西道監察御史，任兩浙鹽運使，乾隆二十八年（1763年）任廣西按察使，丁父憂歸里。
乾隆三十四年（1769年）服闋，命以三品京堂仍充任軍機章京。起為太僕寺卿。歷遷吏部侍郎、刑部侍郎、順天府府尹。乾隆四十一年（1776年）遷戶部尚書，乾隆四十二年（1777年）調刑部尚書。乾隆四十六年（1781年）甘肅監粮舞弊事發，釀成大獄，乾隆帝認為袁守侗“勘驗不實”，將其革職留任，丁母憂去職。
乾隆四十七年（1782年）任直隸總督。乾隆四十八年（1783年）卒，贈太子太保，賜祭葬，諡清愨。《清史稿》卷324有傳。

## 延伸阅读
[在维基数据编辑]
 《清史稿·卷324》，出自趙爾巽《清史稿》